# Metodo delle celle
Il metodo delle Celle (CM) è un metodo numerico basato sulla formulazione finita diretta delle equazioni di un campo fisico. Il metodo consente di scrivere direttamente in forma algebrica il sistema di equazioni in grado di fornire la soluzione approssimata del problema studiato, senza ricorrere alla discretizzazione delle equazioni differenziali.
La maggior parte dei metodi numerici parte infatti dalla formulazione differenziale del campo fisico, la quale, fissando l'attenzione su porzioni di sistema di estensione infinitesima, fornisce la descrizione  esatta delle grandezze che descrivono il campo trattato. Le equazioni differenziali ottenute, pur descrivendo il campo in maniera  esatta sono però irrisolvibili nella maggior parte dei casi della pratica tecnico-ingegneristica. Si accetta così il compromesso di abbandonare la soluzione esatta per una approssimata, discretizzando le equazioni differenziali, ossia trasformandole in modo tale da riferirle a porzioni di dominio di estensione finita.
Il CM accetta invece in partenza il concetto di soluzione approssimata, e fissa subito l'attenzione sulle porzioni di sistema di estensione finita: le celle. Diviso il dominio di studio in celle (realizzando quello che prende il nome di  complesso di celle primale) si provvede ad una seconda divisione, associando una porzione di ogni cella a ciascuno dei suoi nodi. Con questa divisione (che può seguire criteri arbitrari) si attribuisce ad ogni nodo del sistema primale di celle una regione di dominio, creando, di fatto, un secondo sistema di celle, detto  sistema duale: esiste infatti una reciprocità piena (dualità) fra gli elementi geometrici dei due sistemi di celle: ad ogni nodo del sistema primale resta infatti associata una cella del sistema duale (che costituisce la "regione tributaria" del nodo primale); viceversa: ai nodi del sistema duale corrispondono celle del sistema primale. Più in generale: agli elementi geometrici del sistema primale (punti P, linee L, superfici S e volumi V) corrispondono gli elementi geometrici del sistema duale (rispettivamente volumi Vd, superfici Sd, linee Ld e punti Pd).
Una grande risorsa del metodo, oltre alla sua semplicità, è la stretta aderenza alla realtà fisica e sperimentale: facendo uso di variabili estensive, il CM conserva una grande aderenza alla realtà fisica-sperimentale, riferendo le grandezze trattate agli elementi geometrici dei due sistemi di celle con la stessa logica con cui le grandezze vengono indagate sperimentalmente.